# Asclépiade de Phlionte
Pour les articles homonymes, voir Asclépiade.
Asclépiade de Phlionte (en grec : Ἀσκληπιάδης ὁ Φλιάσιος) est un philosophe grec de l’école d’Erétrie actif à la fin du IVe siècle av. J.-C. et au début du IIIe siècle av. J.-C., originaire de la cité de Phlionte au nord-est du Péloponnèse, et célèbre pour son amitié avec le philosophe Ménédème d’Erétrie.

## Biographie
Asclépiade était l’ainé de Ménédème et mourut le premier à Érétrie à un âge avancé.
Selon Diogène Laërce, Ménédème d’Érétrie servait en garnison à Mégare vers 317/6 av. J.-C. quand il rencontra Asclépiade de Phlionte. Ce dernier le convainc de quitter l’Académie pour suivre l’enseignement de Stilpon à Mégare. Par la suite, ils s’embarquent pour Élis et s’attachent à Anchipylos et Moschos, les disciples de Phédon d’Élis. Ils font également séjour à Athènes, et Athénée rapporte l’anecdote suivante : le tribunal de l’Aréopage surveillant et condamnait ceux qui vivaient avec prodigalité sans avoir un patrimoine suffisant. Ces magistrats ayant donc cité par devant eux Ménédème et Asclépiade, ils leur demandèrent comment ils pouvaient passer leurs journées à écouter les philosophes sans avoir de patrimoine. Les deux amis firent témoigner un meunier, qui expliqua qu’ils passaient chaque nuit à moudre la farine dans son moulin pour deux drachmes. Admiratifs, les magistrats leur accordèrent en récompense deux cents drachmes. Une autre anecdote les montre en voyage à la cour de Nicocréon, roi de Salamine de Chypre (332/1-311/0 av. J.-C.) mis en danger devant ce prince par le franc-parler de Ménédène.
Le philosophe cynique Cratès de Thèbes semble s’être montré particulièrement hostile à leur égard.
Ménédème et Asclépiade prirent par la suite la tête de l’école éliaque, qui fut dès lors appelée érétriaque lorsque les deux amis s’installèrent à Érétrie, où Ménédème exerça des fonctions politiques. Ils se marièrent l'un et l'autre dans la même famille, Asclépiade à la fille et Ménédème à la mère. Plus tard, Asclépiade ayant perdu sa femme, prit celle de son ami, qui fit de son côté un riche mariage avec une femme d’Oropos dont il eut trois filles, lorsqu'il fut à la tête de l'État. Du reste, comme ils vivaient en commun, Ménédème laissa toujours la direction de sa maison à sa première femme. Leur amitié était célèbre, peut-être même étaient-ils amants (selon Cratès de Thèbes).
Cicéron nous apprend qu’Asclépiade devint aveugle dans sa vieillesse.
Aucun écrit ne lui est connu, cependant, il a parfois été identifié à l’auteur de Commentaires de Platon mentionnés dans l’Index des philosophes académiciens d’Herculanum, col. VI.10-12 (p.35 Mekler).

## Éditions des témoignages
- G. Giannantoni, Socratis et Socraticorum Reliquiae, Bibliopolis, T1, 1990, p.179-180 (n°III-G).
- F. Lasserre, De Léodamas de Thasos à Philippe d'Oponte : témoignages et fragments, Naples, 1987, p.111-113, 323-325, 543.